# Jordan EJ15
Chronologie des modèles (2005)
Jordan EJ14 Aucun
La Jordan EJ15 est la monoplace de Formule 1 engagée par l'écurie irlandaise Jordan Grand Prix dans le cadre du championnat du monde de Formule 1 2005. Elle est pilotée par le Portugais Tiago Monteiro et l'Indien Narain Karthikeyan, qui effectuent leur première saison en Formule 1. Elle a été dévoilée lors de sa première rentrée en piste à Silverstone le 7 février 2005.
Le manque de moyens de l'écurie ainsi que sa relative désorganisation à la suite du rachat par Midland et au départ de Mark Smith ont amené Jordan à ne faire qu'une simple évolution de la Jordan EJ14 pour répondre aux nouveaux règlements et à l'intégration du moteur Toyota. Jordan utilise des pneus Bridgestone.
Une version B de la EJ15 est dévoilée au Grand Prix d'Italie, n'apportant guère d'améliorations aux résultats de l'écurie, qui marque un point grâce à la huitième place de Tiago Monteiro au Grand Prix de Belgique.
À la fin de la saison, Jordan Grand Prix termine neuvième du championnat des constructeurs avec 12 points.

## Jordan EJ15B V8
Lors de l'intersaison 2005-2006, Midland F1 Racing participe aux essais avec la EJ15B équipée d'un moteur V8 Toyota qui sera en vigueur pour la saison 2006. La EJ15B V8 est pilotée par les deux pilotes titularisés par Midland en 2006, Tiago Monteiro et le Néerlandais Christijan Albers.

## Résultats en championnat du monde de Formule 1

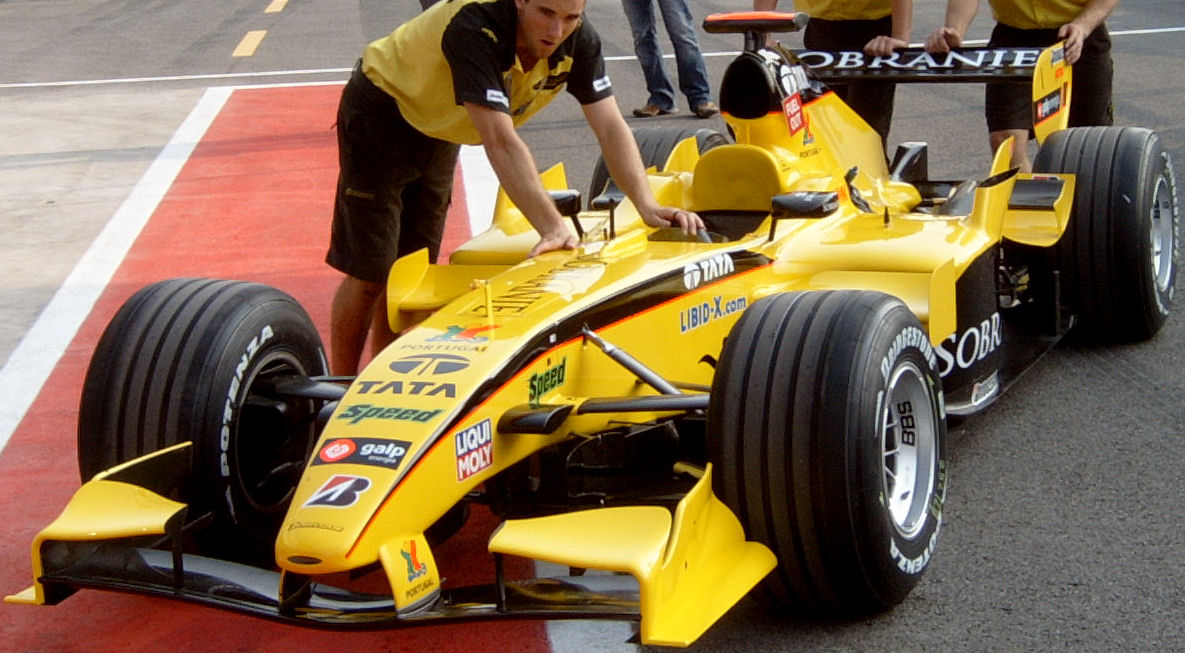
La Jordan EJ15B au Grand Prix d'Italie 2005

| Saison | Écurie            | Moteur            | Pneus       | Pilotes            | Courses | Courses | Courses | Courses | Courses | Courses | Courses | Courses | Courses | Courses | Courses | Courses | Courses | Courses | Courses | Courses | Courses | Courses | Courses | Points inscrits | Classement |
| Saison | Écurie            | Moteur            | Pneus       | Pilotes            | 1       | 2       | 3       | 4       | 5       | 6       | 7       | 8       | 9       | 10      | 11      | 12      | 13      | 14      | 15      | 16      | 17      | 18      | 19      | Points inscrits | Classement |
| ------ | ----------------- | ----------------- | ----------- | ------------------ | ------- | ------- | ------- | ------- | ------- | ------- | ------- | ------- | ------- | ------- | ------- | ------- | ------- | ------- | ------- | ------- | ------- | ------- | ------- | --------------- | ---------- |
| 2005   | Jordan Grand Prix | Toyota V10 RVX-05 | Bridgestone |                    | AUS     | MAL     | BAH     | SMR     | ESP     | MON     | EUR     | CAN     | USA     | FRA     | GBR     | ALL     | HON     | TUR     | ITA     | BEL     | BRÉ     | JAP     | CHI     | 12              | 9e         |
| 2005   | Jordan Grand Prix | Toyota V10 RVX-05 | Bridgestone | Tiago Monteiro     | 16e     | 12e     | 10e     | 13e     | 12e     | 13e     | 15e     | 10e     | 3e      | 13e     | 17e     | 17e     | 13e     | 15e     | 17e     | 8e      | Abd     | 13e     | 11e     | 12              | 9e         |
| 2005   | Jordan Grand Prix | Toyota V10 RVX-05 | Bridgestone | Narain Karthikeyan | 15e     | 11e     | Abd     | 12e     | 13e     | Abd     | 16e     | Abd     | 4e      | 15e     | Abd     | 16e     | 12e     | 14e     | 20e     | 11e     | 15e     | 15e     | Abd     | 12              | 9e         |

Légende : ici 